# Ränsel
En ränsel är en äldre typ av mindre ryggsäck i form av en påse försedd med remmar så att den kan bäras på ryggen. Ränseln stängs med hjälp av snörning längs påsens överkant och därefter fälls ett enkelt lock över öppningen som regnskydd. Ibland har ränseln en eller flera sidofickor eller ytterfickor. Ränseln är oftast mjuk men kan också ha en enkel träram. Materialet är oftast läder, men ränslar i kraftig textil förekommer också.

## Historik
Ränslarna för svenska armén och artilleriet i slutet av 1600-talet och början av 1700-talet tillverkades av passerläder, smorläder, ludet kalvskinn eller sälskinn och fodrades med väv. Dessa ränslar kunde antingen bäras i två remmar som en ryggsäck över båda axlarna eller i en rem över ena axel.
Svenska försvarets gamla "päronet" är en något modernare typ av ränsel med enkel stålram.
I militärspråket kunde ordet ränsel syfta inte bara på själva ryggsäcken utan snarare på ryggsäcken med hela dess föreskrivna innehåll. "Uppställning med ränsel" betydde alltså uppställning med full stridspackning, inte tom ryggsäck.